# Andris Bērziņš (President)
Andris Bērziņš (Nītaure, RSS Letònia, Unió Soviètica, -actual República de Letònia-, 10 de desembre de 1944) és un empresari i polític letó, President de Letònia entre 2011 i 2015. Des de 1993 fins a 2004 Bērziņš va ser el president del banc Unibanka. A part de la seva llengua natal, parla també anglès, alemany i rus.
Andris Bērziņš va estudiar a la Facultat d'Economia de la Universitat de Letònia a Riga, on es va graduar el 1988. El 1990 va ser escollit membre del Consell Suprem de la República de Letònia en representació de Valmiera, on es va unir al Front Popular de Letònia, el 4 de maig de 1990 es va votar a favor sobre la Declaració sobre la Restauració de la Independència de la República de Letònia. Després de la finalització del seu mandat com a diputat el 1993, Bērziņš es va convertir en president del Fons de Privatització del Banc de Letònia. També en president de Latvijas Unibanka -una societat anònima des de 1993 a 2004-.
Andris Bērziņš va tornar a la política el 2005, quan va intentar sense èxit ocupar el càrrec d'alcalde de Riga per la llista del partit Unió de Verds i Agricultors. El 2010 va ser diputat electe del Saeima de la llista presentada per Unió de Verds i Agricultors, cinc diputats del mateix partit, el 23 de maig de 2011 el van nominar com candidat presidencial.
A la primera ronda de l'elecció el 2 de juny de 2011, Bērziņš va rebre 50 vots a favor, mentre que Valdis Zatlers en va aconseguir 43, com el mínim de vots a favor devia ser de 51, i cap dels candidats els va assolir, es va fer una nova votació el mateix dia en la qual Bērziņš en va rebre 53, prenent posició com a President de Letònia el 8 de juliol de 2011.